# 스기아이촌
스기아이촌(杉合村)은 일본 구마모토현 시모마시키군에 설치되었던 촌이다. 현재의 구마모토시 미나미구의 일부에 해당한다.